# Серовецький Валентин Райтович
Валенти́н Ра́йтович Серове́цький (позивний «Олрайтич», 1 листопада 1968 — 3 жовтня 2016) — капелан 8-го окремого батальйону «Аратта» Української добровольчої армії, батальйону «Айдар», 92-ї ОМБр та інших військових підрозділів.

## Життєпис
Священик УПЦ КП. Під час Революції Гідності брав участь у богослужіннях на Майдані. Коли почалася війна, благословляв на захист Батьківщини бійців Нацгвардії, ЗСУ і добровольців, їздив з гуманітарною допомогою в зону АТО, відвідував блокпости, вивозив переселенців. В червні 2014 року потрапив у полон на Луганщині до банди Козіцина, два місяці пробув у підвалі СБУ в окупованому Луганську, де його катували, виводили на «розстріл», знущались та заразили на гепатит C. Після звільнення лікувався у Києві та Харкові та продовжував капеланське служіння. За два роки об'їздив майже весь Донбас. Загинув 3 жовтня 2016 о 2:50 у ДТП поблизу міста Фастів (Київська область). Прощання з отцем Валентином пройшло у Свято-Миколаївському храмі м. Фастів. Похований на Алеї Слави міського кладовища. Залишилися дружина та п'ятеро дітей

## Примітка
1. ↑  Капелан Валентин Серовецький: я пройшов крізь пекло. Але є ті, кому набагато страшніше // «Обозрєватєль», 29 липня 2016
2. ↑  «Я всегда вожу в машине гранату. Живым я больше не дамся»: Капеллан Валентин о горьком опыте плена // 057.ua — Сайт Харкова, 20 липня 2016(рос.)
3. ↑  В ДТП у Фастові загинув військовий священик, який пройшов через полон «ЛНР» // Національна поліція. Київська область, 3 жовтня 2016. Архів оригіналу за 5 жовтня 2016. Процитовано 3 жовтня 2018. [Архівовано 5 жовтня 2016 у Wayback Machine.]
4. ↑  В ДТП біля Фастова загинув військовий священик, який пройшов через полон «ЛНР»
5. ↑  В ДТП загинув отець Валентин Серовецький — капелан армії Яроша, який побував у полоні «ЛНР»
6. ↑  Отець Валентин Серовецький. Людина, яку знали з Майдану // «CREDO», 4 жовтня 2016. Архів оригіналу за 9 грудня 2016. Процитовано 3 жовтня 2018.
7. ↑  Це була жертовна людина: у Фастові прощалися з військовим капеланом, що пережив полон бойовиків // «5 канал», 4 жовтня 2016
8. ↑  Пам’яті о.Валентина Серовецького. Борець за правду | CREDO. credo.pro (англ.). Процитовано 3 жовтня 2018.
9. ↑  Отець Валентин Серовецький. Людина, яку знали з Майдану | CREDO. credo.pro (англ.). Процитовано 3 жовтня 2018.
10. ↑  Капелан Валентин Серовецький: я пройшов крізь пекло. Але є ті, кому набагато страшніше. Общество (рос.). Процитовано 3 жовтня 2018.